# Neptune-Klasse (1756)
Die Neptune-Klasse war eine Klasse von zwei 90-Kanonen-Linienschiffen 2. Ranges der britischen Marine, die von 1756 bis 1783 in Dienst stand.

## Geschichte
Die Klasse wurde von dem Surveyor of the Navy Sir Joseph Allin auf Grundlage der modifizierten Entwurfsspezifikationen für ein 90-Kanonen-Schiff des 1745 Establishment entworfen.
Am 20. Juli 1750 wurden drei Schiffe bei den Marinewerften in Portsmouth und Chatham bestellt. Allerdings wurden nur zwei Schiffe nach dem originalen Entwurf zwischen 1750 und 1757 gebaut, da 1752 entschieden wurde, die dritte Einheit nach einem überarbeiteten bzw. verlängerten Entwurf fertigzustellen.

## Einheiten
| Name    | Bauwerft                        | Bestellung    | Kiellegung        | Stapellauf                                    | Fertigstellung                                | Indienststellung                              | Verbleib |
| ------- | ------------------------------- | ------------- | ----------------- | --------------------------------------------- | --------------------------------------------- | --------------------------------------------- | --- |
| Neptune | Portsmouth Dockyard, Portsmouth | 12. Juli 1750 | 20. Juli 1750     | 8. Dezember 1756                              | 2. April 1757                                 | November 1756                                 | Außerdienststellung 1762; Nutzung als Hulk zum Mastensetzen ab 1784, Ausbildungshulk ab 1802 und 1816 zum Abbruch verkauft                            |
| Union   | Chatham Dockyard, Chatham       | 12. Juli 1750 | 5. Juni 1751      | 26. September 1756                            | 21. Januar 1757                               | September 1756                                | Außerdienststellung 1783; Nutzung als Lazarettschiff 1788–1801; 1802 umbenannt in Sussex und Nutzung als Ausbildungsschiff, 1816 zum Abbruch verkauft |
| Namur   | Chatham Dockyard, Chatham       | 12. Juli 1750 | 18. Dezember 1750 | Nach einem veränderten Entwurf fertiggestellt | Nach einem veränderten Entwurf fertiggestellt | Nach einem veränderten Entwurf fertiggestellt | Nach einem veränderten Entwurf fertiggestellt |

## Technische Beschreibung
Die Klasse war als Batterieschiff mit drei durchgehenden Geschützdecks konzipiert und hatte eine Länge von 52,12 Metern (Geschützdeck) bzw. 43,68 Metern (Kiel), eine Breite von 14,81 Metern und einen Tiefgang von 6,28 Metern bei einer Vermessung von 1792 31⁄94 tons (bm).
Die Schiffe waren Rahsegler mit drei Masten (Fockmast, Großmast und Kreuzmast). Der Rumpf schloss im Heckbereich mit einem Heckspiegel, in den Galerien integriert waren, die in die seitlich angebrachten Seitengalerien mündeten. Diese waren aus Repräsentationsgründen mit Schnitzereien und Bildhauerarbeiten geschmückt. Die Beplankung der Schiffe war kraweel ausgeführt, das heißt, die Enden der Planken stießen stumpf aufeinander, so dass eine glatte Außenfläche entstand.
Die Bewaffnung der Klasse bestand bei Indienststellung aus 90 Kanonen.
|        | Unteres Batteriedeck | Mittleres Batteriedeck | Oberes Batteriedeck | Backdeck      | Achterdeck     | Kanonen (Geschossgewicht) |
| ------ | -------------------- | ---------------------- | ------------------- | ------------- | -------------- | ------------------------- |
| Design | 26 × 32-Pfünder      | 26 × 18-Pfünder        | 26 × 12-Pfünder     | 2 × 6-Pfünder | 10 × 6-Pfünder | 90 Kanonen (381,847 kg)   |

## Besatzung
Die Besatzung hatte eine Stärke von 750 Mann (Offiziere und Unteroffiziere bzw. Mannschaften).

## Bemerkungen
1. ↑  Als 1745 Establishment wird eine Richtlinie für Bewaffnung und  Abmessungen von Schiffen bezeichnet, die für die Royal Navy zwischen 1747 und 1766 gebaut wurden.
2. ↑  Die hier verwendeten Daten entsprechen dem amtlichen Entwurf. Die genauen Werte der einzelnen Schiffe weichen von diesem minimal ab.
3. ↑  Bei der Berechnung des Gewichtes einer Breitseite kann es zu Unterschieden kommen, da in der damaligen Zeit ein Pfund, je nach Land, unterschiedliche Gewichtswerte hatte. Das französische Livre hatte z. B. ein Gewicht von 489,506 Gramm während das englische Pound ein Gewicht von 453,592 Gramm hatte.